# Вама-Бузеулуй (комуна)
Вама-Бузеулуй (рум. Vama Buzăului) — комуна у повіті Брашов в Румунії. До складу комуни входять такі села (дані про населення за 2002 рік):
- Акріш (1122 особи)
- Бузеєл (567 осіб)
- Вама-Бузеулуй (1512 осіб) — адміністративний центр комуни
- Делгіу (155 осіб)

Комуна розташована на відстані 129 км на північ від Бухареста, 30 км на схід від Брашова.

## Населення
За даними перепису населення 2002 року у комуні проживали 3356 осіб.
Національний склад населення комуни:
| Національність | Кількість осіб | Відсоток |
| -------------- | -------------- | -------- |
| румуни         | 3337           | 99,4%    |
| цигани         | 12             | 0,4%     |
| угорці         | 5              | 0,1%     |
| німці          | 1              | < 0,1%   |
| євреї          | 1              | < 0,1%   |

Рідною мовою назвали:
| Мова      | Кількість осіб | Відсоток |
| --------- | -------------- | -------- |
| румунська | 3353           | 99,9%    |
| угорська  | 2              | 0,1%     |
| німецька  | 1              | < 0,1%   |

Склад населення комуни за віросповіданням:
| Релігія                                       | Кількість осіб | Відсоток |
| --------------------------------------------- | -------------- | -------- |
| православні                                   | 3262           | 97,2%    |
| не релігійні                                  | 34             | 1,0%     |
| римо-католики                                 | 2              | 0,1%     |
| бретрени                                      | 2              | 0,1%     |
| реформати                                     | 1              | < 0,1%   |
| адвентисти                                    | 1              | < 0,1%   |
| старообрядці                                  | 1              | < 0,1%   |
| лютерани (Синодально-пресвітеріанська церква) | 1              | < 0,1%   |
| не вказали релігію                            | 1              | < 0,1%   |